# Недажино
Недажино (пол. Niedarzyno, нім. Meddersin) — село в Польщі, у гміні Божитухом Битівського повіту Поморського воєводства.
Населення — 238 осіб (2011).
У 1975-1998 роках село належало до Слупського воєводства.

## Демографія
Демографічна структура станом на 31 березня 2011 року:
|          | Загалом | Допрацездатний вік | Працездатний вік | Постпрацездатний вік |
| -------- | ------- | ------------------ | ---------------- | -------------------- |
| Чоловіки | 122     | 29                 | 83               | 10                   |
| Жінки    | 116     | 33                 | 65               | 18                   |
| Разом    | 238     | 62                 | 148              | 28                   |